# 蜜蜂章
蜜蜂章（阿拉伯语：‎，羅馬化：An-Naḥl），音译奈哈勒章，是古兰经的第16章（苏拉），共128节（阿亚）。
蜜蜂章属于麦加篇章，启示于麦加时期。该章第68至69节描述了安拉启示蜜蜂筑巢、酿蜜的故事，这也是该章名称的由来。